# لوبلینو
لوبلینو (به لاتین: Lublino) یک روستا در لهستان است که در گمینا خوچیول واقع شده‌است. لوبلینو ۱۰۰ نفر جمعیت دارد.